# The Venetian Macao
The Venetian Macao-Resort-Hotel (chinesisch 澳門威尼斯人度假村酒店) ist ein großes Gebäude in Macau, Volksrepublik China. Der 980.000 m² große Komplex wurde zwischen 2004 und 2007 erbaut. Konstruktionsbüro war das Joint venture Aedas/HKS. Es ist nach Nutzfläche das achtgrößte Gebäude der Welt und das größte Hotelgebäude Asiens. Betreiber ist das Unternehmen Las Vegas Sands.
Die Anlage wurde am 28. August 2007 eröffnet. Markant ist der 151 Meter hohe abgewinkelte Hotelriegel mit 38 Stockwerken und 2905 Suiten (7. bis 38. OG). Das Haus zählt zum Luxussegment und umfasst ein Hotel, Unterhaltungseinrichtungen und eine Spielbank. Die Spielbank besteht aus 800 Spieltischen und ca. 3.400 Geldspielautomaten. 
Des Weiteren befinden sich im Venetian einige Restaurants (neun mit chinesischer Küche, sechs mit westlicher Küche, eines mit japanischer Küche, vier mit sonstiger asiatischer Küche), zahlreiche Geschäfte, ein Tagungszentrum, ein Theater, zwei Ballsäle und eine Veranstaltungsarena (Venetian Arena) mit 14.000 Sitzplätzen.

Bislang erhielt das Haus über 30 Auszeichnungen.
Die Anlage befindet sich am Cotai Strip an der Küste von Taipa, wo sich noch andere große Kasinos und Hotels befinden.